# Боргато, Джиада
Джиада Боргато (итал. Giada Borgato, род. 15 июня 1989, Падуя, Венеция) — итальянская профессиональная велогонщица.

## Биография
Джиада Боргато родилась в Падуе, но выросла в Леньяро с отцом, который был велосипедистом-любителем. Начав выступать в юниорской категории, она стала профессионалом в 2008 году. В 2012 году она стала чемпионкой страны по шоссейным гонкам. Она ушла из спорта в конце сезона 2014 года.
В мае 2021 года она комментировала «Джиро» в прямом эфире на телеканале Rai 2.

## Карьера
Джиада Боргато выступала за три женские команды UCI: Diadora-Pasta Zara в 2012 году, Pasta Zara–Cogeas в 2013 году и Estado de México–Faren Kuota в 2014 году.

## Достижения
2012
 Чемпионат Италии — групповая гонка

### Статистика выступления наГранд-турах
| Гонка / Год          | 2010 | 2011           | 2012           | 2013           | 2014           |
| -------------------- | ---- | -------------- | -------------- | -------------- | -------------- |
| Рут де Франс феминин | —    | —              | DNF            | —              | —              |
| Тур де л'Од феминин  | 63   | не проводилась | не проводилась | не проводилась | не проводилась |
| Джиро д’Италия Донне | 74   | 91             | 56             | 74             | 106            |

### Рейтинги
| Год                 | 2010  | 2011  | 2012 | 2013  | 2014  |
| ------------------- | ----- | ----- | ---- | ----- | ----- |
| Мировой рейтинг UCI | 192-й | 148-й | 73-й | 114-й | 255-й |
|                     |       |       |      |       |       |
| Источник: UCI       |       |       |      |       |       |